# Monchi
Monchi, pseudonimo di Ramón Rodríguez Verdejo (San Fernando, 20 settembre 1968), è un dirigente sportivo ed ex calciatore spagnolo, di ruolo portiere, direttore sportivo dell'Aston Villa.

## Carriera

### Calciatore
Monchi ha giocato per l'intera carriera nelle file del Siviglia come portiere. Ha cominciato nella squadra riserve del club andaluso, il Siviglia Atlético, venendo schierato titolare nella sfida del 3 settembre 1988 vinta per 0-3 in casa del Salud, valida per la Segunda División B.
Il 13 gennaio 1990 ha avuto l'opportunità di debuttare con la prima squadra in Primera División, impiegato da titolare nel pareggio per 1-1 maturato sul campo della Real Sociedad. Al termine della stagione 1996-1997 il Siviglia è retrocesso in Segunda División: Monchi è rimasto in squadra per un ulteriore triennio, sempre nei cadetti, prima di ritirarsi dall'attività agonistica nel 2000.

### Dirigente
Dopo la promozione in Primera División Monchi è stato nominato direttore sportivo del Siviglia, con l'obiettivo di sviluppare il settore giovanile e individuare potenziali promesse da acquistare prima che venissero notati dai grandi club. Sotto la sua gestione, dalla cantera sono arrivati in prima squadra, tra gli altri, José Antonio Reyes, Sergio Ramos, Diego Capel e Jesús Navas; tra i calciatori acquistati, e spesso rivenduti a cifre molto più vantaggiose, figurano invece Dani Alves, Luís Fabiano, Júlio Baptista e Álvaro Negredo. Le cessioni dei calciatori da lui ingaggiati hanno portato al Siviglia una cifra stimata in 300 milioni di euro, il che gli ha fatto guadagnare l'appellativo di cassiere di Siviglia.
Il 30 marzo 2017 lascia, di comune accordo con la dirigenza, la squadra biancorossa per assumere dal successivo 24 aprile il ruolo di direttore sportivo della Roma. Sotto la sua dirigenza, nella stagione 2017-2018, i giallorossi tornano a disputare la semifinale di UEFA Champions League per la prima volta dopo trentaquattro anni. L'8 marzo 2019, in seguito all'esonero di Eusebio Di Francesco e ai risultati negativi della squadra, risolve consensualmente il contratto con la Roma.
Il 17 marzo 2019 viene ufficializzato il suo ritorno al Siviglia nel ruolo di direttore sportivo, a soli due anni dalla sua partenza.
Il 16 giugno 2023 si svincola dagli andalusi, e contestualmente viene annunciato come nuovo direttore sportivo dell'Aston Villa.